# Entomacrodus cadenati
Entomacrodus cadenati é uma espécie de peixe da família Blenniidae.
É endémica de São Tomé e Príncipe.